# Дематамал-Пелласа (Грама Ніладхарі)
Грама Ніладхарі Дематамал-Пелласа (№ W/88A/2) — Грама Ніладхарі підрозділу ОС Ухана, округ Ампара, Східна провінція, Шрі-Ланка.

## Демографія
| Населення (2007) | Населення (2007) | Населення (2007) | Населення (2007) | Населення (2007) |
| Населення        | Чоловіки         | Жінки            | Діти             | Дорослі          |
| ---------------- | ---------------- | ---------------- | ---------------- | ---------------- |
| 968              | 486              | 482              | 315              | 653              |